# Alan Woods
Alan Woods (n. 1944, Swansea, Țara Galilor) este un politician și scriitor troțkist britanic.